# سرزمین لالایی
'سرزمین لالایی (به انگلیسی: Lullaby Land) یک فیلم کوتاه انیمیشن محصول دیزنی از مجموعه سمفونی احمقانه به کارگردانی ویلفرد جکسون در سال ۱٩٣٣ منتشر شد. اثر سرزمین لالایی الهام بخشِ بخشی از پارک تفریحی دیزنی لند واقع در کالیفرنیا است. 